# Reineta japonesa
La reineta japonesa (Hyla japonica) és una espècie de granota que es troba al Japó, Corea i el nord-est de la Xina.